# بدرو دينيز
بدرو دينيز (بالبرتغالية: Pedro Paulo Diniz‏) مواليد 22 مايو 1970 في البرازيل، هو سائق فورملا 1 برازيلي بدأ مسيرته الاحترافية سنة 1995. كان أول سباق له هو جائزة البرازيل الكبرى 1995. خاض خلال مسيرته 99 سباقاً.

## سباقات شارك فيها
- بطولة فورمولا 3 البريطانية

## روابط خارجية
- بدرو دينيز على موقع IMDb (الإنجليزية)
- بدرو دينيز على موقع Racing-Reference.info (الإنجليزية)
- بدرو دينيز على موقع DriverDB.com (الإنجليزية)